# Frederik Hartsuiker
Frederik Hartsuiker, né le 19 octobre 1940 à Avereest et mort le 13 janvier 2019 à Amsterdam, est un rameur néerlandais. Il participe aux Jeux olympiques d'été de 1964 et  remporte la médaille de bronze en participant à l'épreuve du deux barré avec ses coéquipiers Jan Just Bos et Herman Rouwé.

## Palmarès

### Jeux olympiques
- Jeux olympiques de 1964 à Tokyo,  Japon
  -  Médaille de bronze (deux barré).